# میلتون اسکارون
میلتون اسکارون (انگلیسی: Milton Scaron؛ زادهٔ ۲۲ اوت ۱۹۳۶) بازیکن بسکتبال اهل اروگوئه بود.